# ミカエル・コニアテス

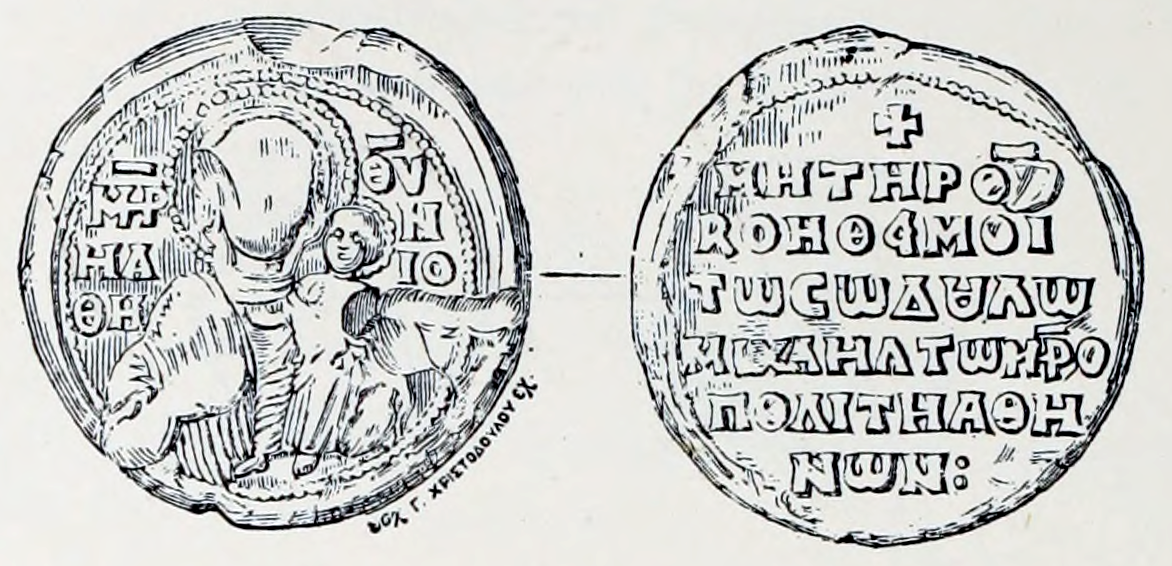
ミカエル・コニアテス

ミカエル・コニアテス（ラテン文字表記：Michael Choniates, 1138年 - 1220年）は東ローマ帝国・ニケーア帝国の神学者・詩人。弟のニケタス・コニアテスとともに文人として知られた。
フリュギア地方コーナイ（現在のトルコ西部）の貴族に生まれる。首都のコンスタンティノポリスで神学者のエウスタチオスに神学を学んだと言う。1182年にアテネ府主教となり、以後ここで暮らす。主教としての説教書を著した他、アテネに住む人々の姿を生き生きと描いた詩を著したという。
| スタブアイコン | サブスタブ | この項目は、まだ閲覧者の調べものの参照としては役立たない、文人（小説家・詩人・歌人・俳人・作詞家・作家・放送作家・随筆家（コラムニスト）・文芸評論家）に関連した書きかけの項目です。この項目を加筆・訂正などしてくださる協力者を求めています（P:文学/PJ:作家）。 |